# Календула

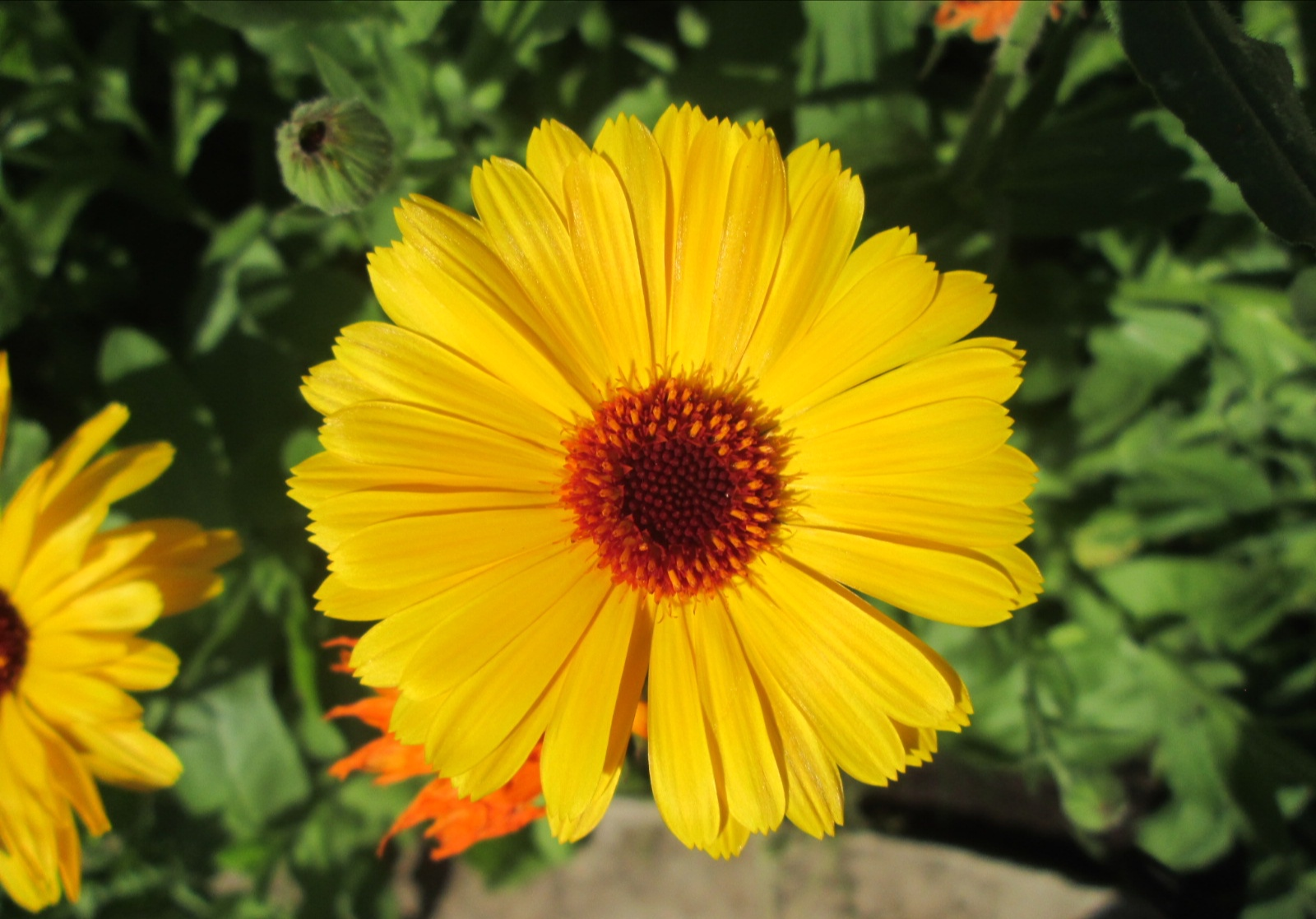

Кале́ндула, или Ноготки́ (лат. Caléndula) — род травянистых растений семейства Астровые (Asteraceae).
Представители рода произрастают в Средиземноморье, Западной Европе и Передней Азии.
Цветки ноготков содержат каротиноиды, флавоноиды.

## Ботаническое описание
Одно- или многолетние травы, пушковато железисто опушённые, с жёлтыми или оранжевыми цветками.
Корзинки многоцветковые, верхушечные; обёртка из 1—2 рядов удлиненных листочков. Наружные (ложноязычковые) цветки пестичные, плодущие, с линейным рыльцем; внутренние цветки трубчатые, обоеполые, но бесплодные, с головчатым рыльцем. 
Семянки располагаются в 2—3 ряда, они изогнутые (до кольцевидных), гетероморфные: наружные отличаются по форме и структуре поверхности от средних и внутренних.
В высоту достигает 95 см. Календула произрастает на Ближнем Востоке, в Южной Европе и Азии. Светолюбивое растение. Отпугивает вредителей.

## Классификация

### Таксономия[4]
Calendula L., 1753, Sp. Pl. : 831
Род Календула относится к семейству Астровые (Asteraceae) порядка Астроцветные (Asterales). Кладограмма в соответствии с Системой APG IV:
|  |                                      |  |                                   |                                   |                    |  | ещё 10 семейств |               |               |                                                                                |
|  |                                      |  |                                   |                                   |                    |  |                 |               |               | 12 подтвержденных и 25 в статусе "непроверенных" видов и инфравидовых таксонов |
|  |                                      |  |                                   | порядок Астроцветные              |                    |  |                 |               | род Календула |                                                                                |
|  |                                      |  |                                   | порядок Астроцветные              |                    |  |                 |               | род Календула |                                                                                |
|  | отдел Цветковые, или Покрытосеменные |  |                                   |                                   | семейство Астровые |  |                 |               |               |                                                                                |
|  | отдел Цветковые, или Покрытосеменные |  |                                   |                                   |                    |  |                 |               |               |                                                                                |
|  |                                      |  | ещё 63 порядка цветковых растений | ещё 63 порядка цветковых растений |                    |  |                 | ещё 1804 рода | ещё 1804 рода |                                                                                |
|  |                                      |  |                                   | ещё 63 порядка цветковых растений |                    |  |                 |               | ещё 1804 рода |                                                                                |

### Виды и инфравидовые таксоны
Согласно базе данных GBIF на март 2024 года, род включает следующие таксоны:
- в статусе подтвержденных
  - Calendula arvensis L., 1763 — Календула полевая[5]
  - Calendula denticulata Schousb. — Календула мелкозубчатая
  - Calendula eckerleinii Ohle, 1975
  - Calendula karakalensis Vassilcz., 1961 — Календула каракалинская
  - Calendula lanzae Maire, 1928
  - Calendula meuselii Ohle, 1975
  - Calendula microphylla Lange
  - Calendula officinalis L., 1753 — Ноготки лекарственные, или Календула лекарственная
  - Calendula pachysperma Zohary, 1941
  - Calendula palaestina Boiss., 1849 — Календула палестинская
  - Calendula pluvialis Thunb., 1823 — Календула влаголюбивая
  - Calendula scabra Bég. — Календула шершавая
  - Calendula stellata Cav., 1791 — Календула звездчатая[6]
  - Calendula suffruticosa Vahl, 1791 — Календула полукустарниковая
  - Calendula tragus  Jacq., 1797 — Календула сорная
  - Calendula tripterocarpa Rupr., 1856 — Календула трёхкрылоплодная

- в статусе «непроверенных»
  - Calendula arvensis  M.Bieb. 
  - Calendula aestivalis  Sennen & Mauricio 
  - Calendula algarbiensis  Boiss. 
  - Calendula anemoniflora  Breit. ex DC. 
  - Calendula arragonica  Fisch. ex Steud. 
  - Calendula arvensis  Boiss. 
  - Calendula aurea  hort. ex Steud. 
  - Calendula chrysantha  hort. ex G.C.Taylor 
  - Calendula decumbens  Mill. 
  - Calendula dentata Hort ex Steud. 
  - Calendula denticulata  Schousb. ex Willd. 
  - Calendula denticulata  Schousb. 
  - Calendula echinata subsp. murbeckii (Lanza) Maire
  - Calendula echinata var. pinnatiloba Maire
  - Calendula exilis  Font Quer & Sennen 
  - Calendula foliosa  Batt. 
  - Calendula glauca  Salisb. 
  - Calendula graminifolia  L. 
  - Calendula grandiflora  hort. ex Steud. 
  - Calendula incana Willd.
  - Calendula incana subsp. algarbiensis (Boiss.) Ohle
  - Calendula incana subsp. incana Willd.
  - Calendula incana subsp. microphylla (Lange) Ohle
  - Calendula incana var. incana
  - Calendula incana var. prostrata  Ohle 
  - Calendula incanescens  Schrad. ex Steud.

## Применение
Некоторые виды, например, Ноготки лекарственные (Calendula officinalis), принадлежат к числу популярных декоративных растений.
Календула обладает сильно выраженными бактерицидными свойствами в отношении многих возбудителей болезней, особенно стафилококков и стрептококков. Из календулы делают лекарства, которые применяют для лечения ожогов, незаживающих ран и свищей, для полоскания горла при ангине и полости рта при стоматите. Также растение используется как пищевой краситель. Лепестки, также известные как «шафран для бедняков», съедобны, их можно использовать в свежем виде в салатах, а также сушить и использовать в качестве заменителя шафрана.[.